# 越後中里站
越後中里站（日语：／ Echigo-Nakazato eki */?）是位於新潟縣南魚沼郡湯澤町大字土樽5135號，東日本旅客鐵道（JR東日本）的上越線車站。車站後方直接連接湯澤中里滑雪渡假村。

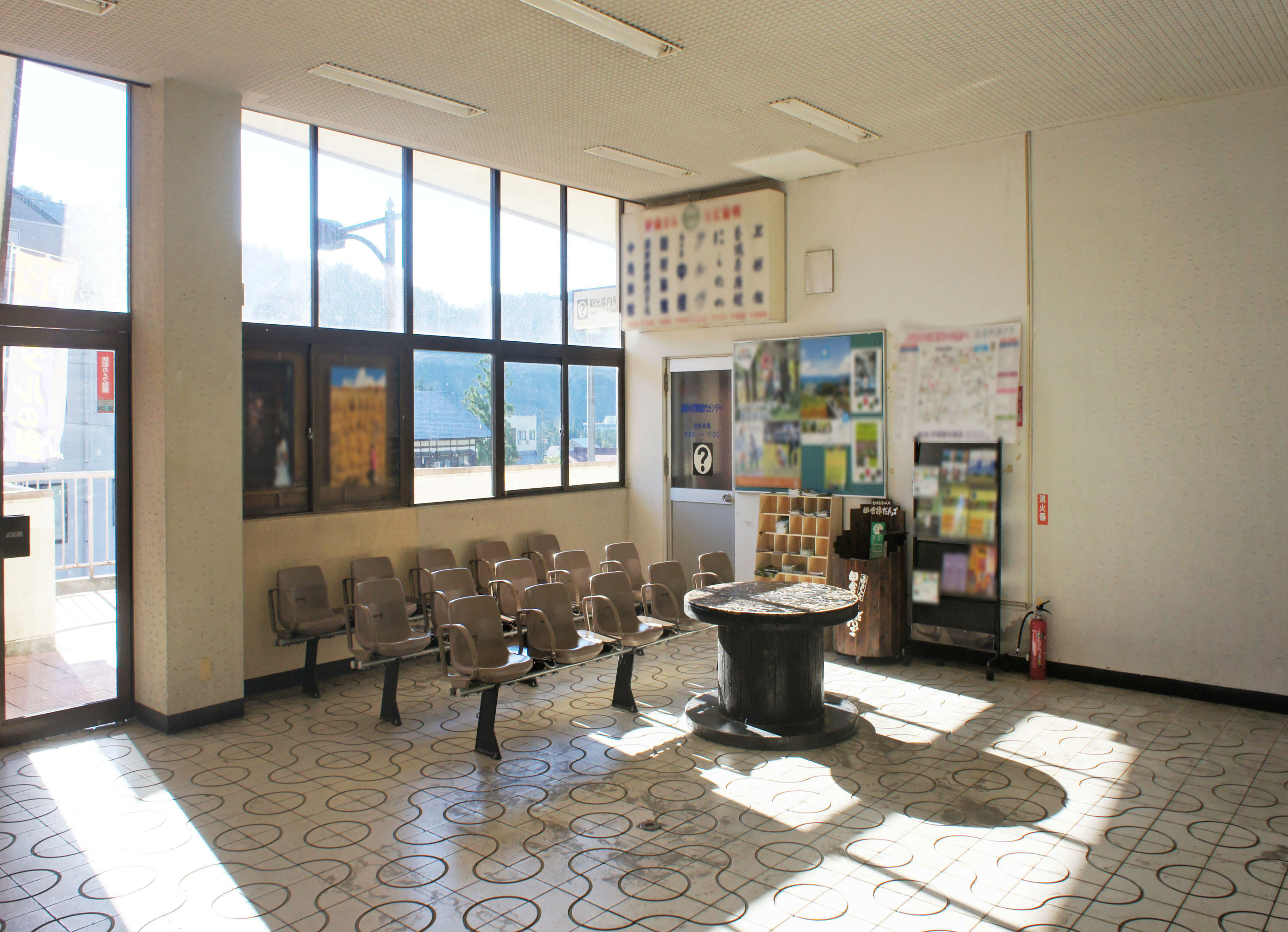
車站內部（2021年7月）

## 歷史
- 1931年（昭和6年）9月1日：日本國有鐵道（國鐵）上越線水上站至越後湯澤站之間開通，此站啟用。為一般車站。
- 1965年（昭和40年）12月21日：開設東出口[1]。
- 1970年（昭和45年）12月15日：結束貨物起卸業務，成為旅客車站。
- 1980年（昭和55年）12月1日：重建為第二代車站大樓。
- 1984年（昭和59年）2月1日：結束行李起卸業務。
- 1987年（昭和62年）4月1日：伴隨國鐵分割民營化，車站由東日本旅客鐵道（JR東日本）營運。

## 車站構造

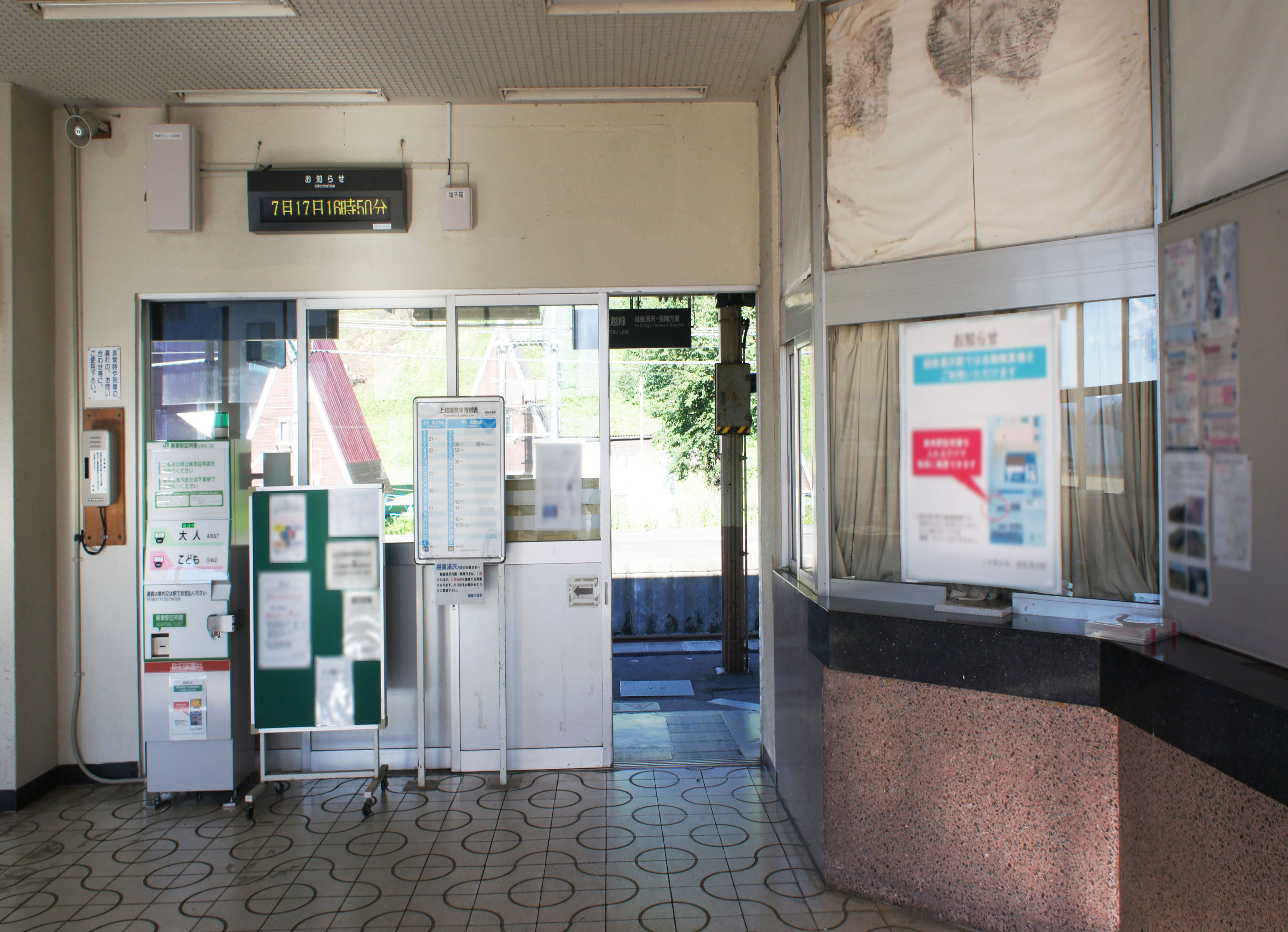
驗票口（2021年7月）

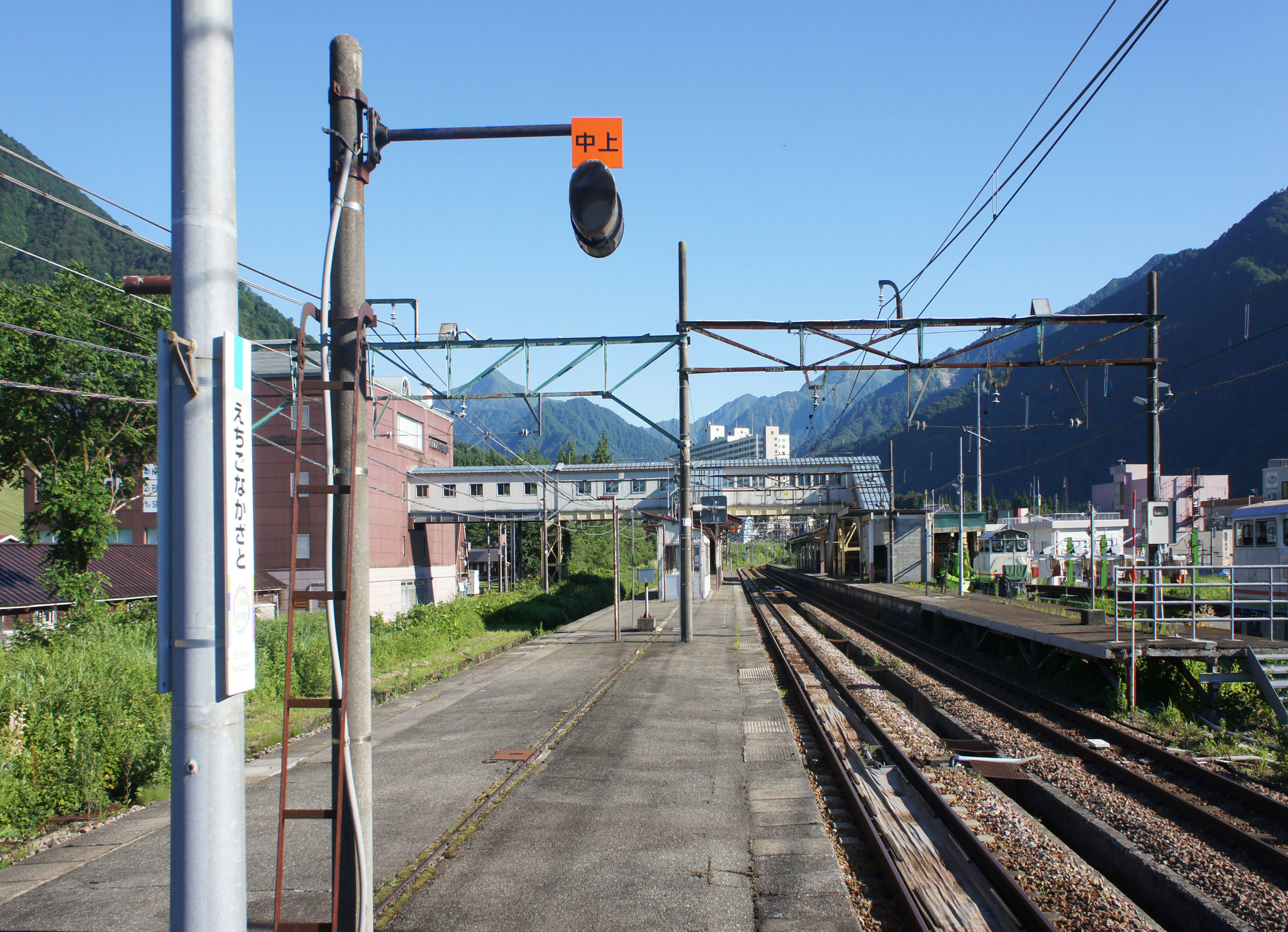
月台（2021年7月）

本站是地面車站，設有1面1線的單式月台和1面2線的島式月台，共有2面3線的月台。車站大樓側是1號月台。兩月台之間設有跨線橋連接，跨線橋可連接東出口。在東出口處設有湯澤中里滑雪場「中里滑雪中心」。在1980年（昭和55年）建成的站房是一座混凝土建築物。
此站是由越後湯澤站管理的無人車站。車站內的櫃臺和有人檢票口已經關閉（但是在2007年，於繁忙時期設有車站職員當值）。大樓內設有觀光詢問處、廁所、按鈕式簡易自動售票機。在滑雪季節的繁忙時期，車站內設有吊車售票處。在一人控制列車中，當停靠此站時，列車會視為有人車站，所有車門都會打開。月台上曾設有立食蕎麥麵店，現時已經撤走。

### 月台
| 月台 | 路線    | 上下行 | 方向               | 備註       |
| ---- | ------- | ------ | ------------------ | ---------- |
| 1    | ■上越線 | 下行   | 越後湯澤、長岡方向 |            |
| 2    | ■上越線 | 下行   | 越後湯澤、長岡方向 | 從此站出發 |
| 3    | ■上越線 | 上行   | 土樽、水上方向     |            |

參考

## 車站周邊
西出口周邊設有郵局、警察駐在所、和住宿設施。沿魚野川上設有大型公寓。
- 湯澤中里滑雪渡假村（日语：湯沢中里スノーリゾート）
東出口（中里滑雪中心）直接連接。在夏季，場地會變為哥爾夫球場和森林冒險（日语：フォレストアドベンチャー）。
在該處設有使用舊型客車（日语：旧型客車）（SuHa43系（日语：国鉄スハ43系客車））的休息室。休息室在1984年12月開始設置[3]。
- 中里雪木滑雪場
- 酒店 Angel Grandia越後中里（日语：エンゼルグランディア越後中里）
距離車站東南方0.3公里，步行5分鐘。為酒店和滑雪場設施。並設有穿梭巴士連接湯沢中里滑雪渡假村和該處[4][5]。
- 瑞祥庵 （页面存档备份，存于）（日語）
此站向西方步行12至15分鐘。該處安置了石川雲蝶（日语：石川雲蝶）的仁王像。
- 湯澤中里螢火蟲之里
此站向西方步行15至20分鐘，在每年6至7月為螢火蟲觀賞時期[6]。最新資訊參見湯澤中里觀光協會官方網站 （页面存档备份，存于）（日語）。
- 湯澤釣魚公園 （页面存档备份，存于）（日語）
此站向西北步行1.5公里，步行25至30分鐘。

## 巴士路線

包含此站在內的南越後觀光巴士路線圖

越後交通集團下的南越後觀光巴士設有巴士路線停靠附近巴士站。
- YT 湯澤 = 湯澤學園 = 中里 = 土樽線[7]
最近的巴士站是「中里站角」（YT18），從西出口（滑雪場對面出口）步行1至2分鐘。

## 相鄰車站
東日本旅客鐵道（JR東日本）
■上越線
土樽－越後中里－岩原滑雪場前

## 注腳
1. ↑  讀賣新聞　昭和40年12月22日新潟讀賣
2. ↑  JR東日本:駅構内図 （页面存档备份，存于）（日語）
3. ↑  讀賣新聞 昭和59年12月21日新潟讀賣A
4. ↑  連接交通 （页面存档备份，存于）（日語） - 湯沢中里滑雪渡假村，2018年11月11日參閲。
5. ↑  各滑雪場的穿梭巴士資訊 （页面存档备份，存于）（日語） - Angel Grandia越後中里，2018年11月11日參閲
6. ↑  越後湯沢のホタル観賞スポット「湯沢中里ホタルの里」をご紹介 （页面存档备份，存于）（日語） - 越後+ ，2018年11月11日參閲
7. ↑  南越後観光バス 湯沢=湯沢学園=中里=土樽線 （页面存档备份，存于）（日語） - 2020年5月6日參閲。

## 外部連結
- 車站資訊（越後中里）：東日本旅客鐵道（日語）
- 湯澤中里滑雪渡假村 （页面存档备份，存于）（日語）
- 湯澤中里觀光協會 （页面存档备份，存于）（日語）

### 此站周邊地圖
- 越後中里地圖 （页面存档备份，存于）（日語）（Angel Grandia越後中里）
- 越後湯澤 土屋重點地圖 （页面存档备份，存于）（日語）（岩原觀光協會）